# Gare de Tain-l’Hermitage - Tournon
Gare de Tain-l'Hermitage - Tournon vasútállomás Franciaországban, Tain-l'Hermitage településen.

## Vasútvonalak
Az állomást az alábbi vasútvonalak érintik:
- Párizs–Marseille-vasútvonal

## Kapcsolódó állomások
A vasútállomáshoz az alábbi állomások vannak a legközelebb:
- Gare de Saint-Vallier-sur-Rhône
- Gare de Valence-Ville